# 청하면 (김제시)
청하면(靑蝦面)은 대한민국의 전북특별자치도 김제시에 설치된 면이다.

## 개요
청하면은 1914년 이전 본래 만경군 지역으로 ’북일도면’이라하여 장산등 18개 동리를 관할하였으나 1914년 행정구역 통폐합에 따라 만경군 북면의 송상, 송중, 송하의 일부와 김제군 마천면의 관상 외 13개 동리, 동이도면의 신기리 일부를 합하여 청하산의 이름을 따 청하면이라는 이름으로 김제군에 편입되었는데 1995년 1월 1일 김제시와 김제군이 통합됨에 따라 김제시 청하면이 되었다. 행정구역으로 19.79km2, 인구 2,294명의 조그마한 농업과 어업을 겸하고 있는 면이다.
지리적으로 김제시 최북쪽에 위치하고 있고 동쪽은 공덕면, 남쪽은 백산면과 만경읍, 서쪽은 만경읍, 북쪽은 만경강 건너 군산시 대야면과 익산시 오산면에 닿아 있다. 청하면은 만경강과 접하고 있는 광활하고 비옥한 평야지대로 주로 쌀을 생산하고 있으며 서해와 만경강에서 잡히는 장어는 청하의 명물이라 할 수 있을 정도로 유명하다.

## 행정 구역
- 관상리
- 대청리
- 동지산리
- 월현리
- 장산리